# Liste von Briefmarkengattungen
Die Liste enthält Gattungen von Briefmarken, die zu Voraus- oder Nachbezahlung postalischer Dienstleistungen durch Privatpersonen, Firmen, Behörden und Institutionen verwendet werden oder wurden und daher auf Postsendungen (Briefe, Postpakete, Postkarten, Päckchen, Drucksachen usw.) vorkommen können. Zur besseren Übersicht, werden die verschiedenen Gattungen in fünf Gruppen sortiert, die sich aus der Funktion der Wertzeichen ergeben. Viele Briefmarkengattungen wurden gegen Ende des 19. Jahrhunderts oder im frühen 20. Jahrhundert eingeführt und wurden nur in einem oder wenigen Ländern verwendet. Rationalisierungsmaßnahmen bei den Postverwaltungen fielen die meisten Briefmarkengattungen zum Opfer, so dass bis auf wenige Ausnahmen heute nur noch die fett dargestellten Gattungen in Gebrauch sind.
| Gattung                                                                         | Erste bekannte Ausgabe Datum u. Land                                     | Weitere Verbreitung | Kommentar | Bild Beispiel                                                            |                                                                          |                                                                          |
| Wertzeichen, die zur Vorausbezahlung der postalischen Beförderung dienen        | Wertzeichen, die zur Vorausbezahlung der postalischen Beförderung dienen | Wertzeichen, die zur Vorausbezahlung der postalischen Beförderung dienen | Wertzeichen, die zur Vorausbezahlung der postalischen Beförderung dienen | Wertzeichen, die zur Vorausbezahlung der postalischen Beförderung dienen | Wertzeichen, die zur Vorausbezahlung der postalischen Beförderung dienen | Wertzeichen, die zur Vorausbezahlung der postalischen Beförderung dienen |
| ------------------------------------------------------------------------------- | ------------------------------------------------------------------------ | --- | --- | ------------------------------------------------------------------------ | ------------------------------------------------------------------------ | ------------------------------------------------------------------------ |
| Frei- oder Dauermarke                                                           | 6. Mai 1840 Großbritannien                                               | weltweit | Sonderformen sind Automatenmarken und personalisierte Marken | One Penny Black von 1840                                                 |                                                                          |                                                                          |
| Sonder- oder Gedenkmarke                                                        | 1888 New South Wales                                                     | weltweit | | Gedenkmarke von New South Wales 1888                                     |                                                                          |                                                                          |
| Auslandsmarke                                                                   | 1880 Peru                                                                | Griechenland, Guatemala, Kolumbien, Türkei | Obligatorisch für Auslandspostsendungen, in einigen Ländern mit „harter“ Metallwährung zu bezahlen (Griechenland, Guatemala), in der Türkei mit Rabatt versehen. Italien führte spezielle Auslands-Eilmarken mit französischer Beschriftung ein.                                                                                     | italienische Auslandspost-Eilmarke                                       |                                                                          |                                                                          |
| Autopaketmarke                                                                  | 1. Januar 1949 Finnland                                                  | nur Finnland | für Pakete und Päckchen, die mit Postautobussen befördert werden | Satz von Autopaketmarken aus dem Jahr 1949                               |                                                                          |                                                                          |
| Besuchskartenmarke                                                              | 21. Dezember 1951 Monaco                                                 | nur Monaco | besonders kleine Marken für kleinformatige Briefchen zur Übersendung von Visitenkarten |                                                                          |                                                                          |                                                                          |
| Dienstmarke                                                                     | Juli 1854 Spanien                                                        | nahezu weltweit | Verwendung nur durch Behörden | erste Dienstmarke von 1854 aus Spanien                                   |                                                                          |                                                                          |
| Dienstzählmarke                                                                 | 1. Januar 1903 Deutsches Kaiserreich                                     | für das Land Preußen, 1905 auch für Baden, 1963 in Thailand | Die Marken wurden wie Freimarken 12 Monate auf alle Dienstsendungen geklebt, aus dem Verbrauch wurde der jährlich als Abschlagszahlung zu entrichtende Betrag an die Post ermittelt. | Dienstzählmarke für Preußen                                              |                                                                          |                                                                          |
| Eilmarke                                                                        | 1. Oktober 1885 USA                                                      | Albanien, Ecuador, Italien und Kolonien, Kuba, Mexiko, San Marino, Sowjetunion, Spanien und Kolonien | zur Frankierung von Eilbriefen | Eilmarke (Special Delivery) der USA von 1885                             |                                                                          |                                                                          |
| Einschreibemarke                                                                | 1. Dezember 1854 Victoria                                                | Kanada, viele lateinamerikanische Staaten | zur Abdeckung der Einschreibegebühr | erste Einschreibemarke von 1854                                          |                                                                          |                                                                          |
| Geldbriefmarke                                                                  | 1865 Kolumbien                                                           | nur Kolumbien | für Wertbriefe, die dem Empfänger zugestellt werden sollten (im Normalfall musste der Empfänger Sendungen bei der Post abholen) | Geldbriefmarke von 1965                                                  |                                                                          |                                                                          |
| Luftpostmarke, auch Flugpostmarke (einschl. Zeppelinmarken und Ballonmarken)    | 20. Mai 1917 Italien                                                     | weltweit | zur Frankierung von Luftpost, inzwischen weitgehend von Frei- und Sondermarken verdrängt | Curtiss Jenny auf einer Flugpostmarke von 1918                           |                                                                          |                                                                          |
| Lebensversicherungsmarke, auch Lebensversicherungs-Dienstmarke                  | 1891 Neuseeland                                                          | nur Neuseeland | für Sendungen der staatlichen Lebensversicherungs-Gesellschaft | Marke der Lebensversicherungsgesellschaft von 1905                       |                                                                          |                                                                          |
| Paketmarke                                                                      | 1884 Italien                                                             | 45 Länder weltweit | Frankierung von Paketen oder Paketkarten | Paketmarke Italiens von 1884                                             |                                                                          |                                                                          |
| Phonopostmarke                                                                  | 1939 Argentinien                                                         | nur Argentinien | für Mitteilungen, die auf Schallplatten gesprochen waren (Sprechbriefe) | argentinische Phonopostmarke von 1939                                    |                                                                          |                                                                          |
| Postfährenmarke                                                                 | 1. Oktober 1907 Dänemark                                                 | nur Dänemark | zur Beförderung von Postsendungen auf Fähren | Postfährenmarke von 1919                                                 |                                                                          |                                                                          |
| Postkartenmarke                                                                 | 1889 Oranjefreistaat                                                     | Neuseeland | |                                                                          |                                                                          |                                                                          |
| Rohrpostmarke                                                                   | 1913 Italien                                                             | nur Italien | für Rohrpost-Sendungen | Rohrpostmarke von 1913                                                   |                                                                          |                                                                          |
| Rückscheinmarke                                                                 | 1894 Chile                                                               | Montenegro, Panama | zur Frankierung eines Rückscheins; Chile gab 1897 auch eine Geldempfangs-Bestätigungsmarke heraus, die der Frankierung von Rückscheinen bei Wertsendungen diente | Rückscheinmarke von Montenegro 1895                                      |                                                                          |                                                                          |
| Sonntagszustellungsmarke                                                        | 1925 Bulgarien                                                           | nur Bulgarien | Zusatzgebühr für Sonntags zuzustellende Postsendungen | Sonntagszustellungsmarke von 1926                                        |                                                                          |                                                                          |
| Soldatenmarke, auch Militärmarke                                                | 1901 Frankreich                                                          | Italien, Schweden, Vietnam | Verwendung nur durch Militärpersonal, Kriegsinvalide und deren Angehörige in Friedenszeiten durch den zivilen Postdienst; in Kriegszeiten kamen Militärpostmarken und Feldpost-Zulassungsmarken zum Einsatz | französische Militärmarke von 1902                                       |                                                                          |                                                                          |
| Verspätungsmarke                                                                | Januar 1855 Victoria (Australien)                                        | Kolumbien, Antioquia, Bolivar, Ecuador, Panama, Uruguay | für Zusatzgebühr bei Auflieferung von Postsendungen außerhalb der Schalterstunden | erste Verspätungsmarke aus Victoria                                      |                                                                          |                                                                          |
| Wohltätigkeitsmarke oder Wohlfahrtsmarke                                        | 1897 New South Wales                                                     | nahezu weltweit | Briefmarke mit nichtpostalischem Zuschlag, der wohltätigen Organisationen, Katastrophenopfern usw. zugutekommt. Postalisch auch als Zuschlagmarke bezeichnet. | New South Wales 1897: 2'6 Shilling Marke, Frankaturwert 2½ Pence         |                                                                          |                                                                          |
| Zeitungsmarke                                                                   | 1851 Kaisertum Österreich                                                | USA, Deutsches Reich, Türkei und weitere Länder | für Zeitungen und Drucksachen | österreichische Zeitungsmarke von 1851                                   |                                                                          |                                                                          |
| Zustellungsmarke                                                                | 1935 Dominikanische Republik                                             | Tschechoslowakei, Slowakischer Staat | Vorausbezahlung der Gebühr für die Zustellung ausschließlich an den genannten Adressaten („eigenhändig“), scherzhaft auch Liebesbriefmarken genannt |                                                                          |                                                                          |                                                                          |
| Briefmarke ohne Wertangabe                                                      |                                                                          | | Briefmarken ohne Nennwert, international auch „non-value indicator (NVI)“ oder nich-denominiertes Porto. Diese Briefmarken entsprechen einem Portotarif, nicht einem exakten Wert, z. B. Standardbrief national. |                                                                          |                                                                          |                                                                          |
| Amtlich vorgeschriebene Wertzeichen, deren Erlös nicht der Post zugutekommt     |                                                                          | | |                                                                          |                                                                          |                                                                          |
| Gebührenfreiheitsmarke                                                          | 1869 Spanien                                                             | Italien, Rumänien | zur Kennzeichnung portofreier Sendungen, z. B. von Parlamentsmitgliedern oder wohltätigen Organisationen | Gebührenfreiheitsmarke für den Bibliotheksverband von Bologna, 1924      |                                                                          |                                                                          |
| Feldpost- oder Militärpostzulassungsmarke                                       | 1. November 1941 Finnland                                                | Deutsches Reich, Iran, Italien, Kroatien, Malta | eine Anzahl an Marken wurde monatlich an Soldaten ausgegeben, um das Aufkommen an (kostenloser) Feldpost zu limitieren | Zulassungsmarke Tunis 1943                                               |                                                                          |                                                                          |
| Kurierdienstmarke                                                               | 1956 DDR                                                                 | nur DDR | für Kurierdienste zwischen Behörden, staatseigenen Betrieben, Parteidienststellen usw. | Kurierdienstmarke von 1958                                               |                                                                          |                                                                          |
| Militärpostmarken, auch Feldpostmarken                                          | 1900 Britisch-Indien für die Seymour-Expedition nach China               | Britische Militärpost in Ägypten und Saloniki, deutsche Militärposten im Ersten und Zweiten Weltkrieg, tschechoslowakische Armee in Sibirien, indische Wacheinheiten und UNO-Truppen in Korea, Kongo und Gaza, Belgien | Militär- bzw. Feldpost arbeitet unabhängig von der zivilen Post. Meist waren Feldpostbriefe kostenlos, in den genannten Fällen waren allerdings Gebühren zu entrichten, teilweise nur für spezielle Dienstleistungen wie Einschreiben. Einige der Militärposten konnten auch von Zivilisten genutzt werden.                          | Marke der tschechoslowakischen Legion 1919                               |                                                                          |                                                                          |
| Paketgebührenmarke                                                              | 1. Juli 1928 Italien                                                     | Triest Zone A | obligatorische Gebühr für Pakete und Briefe, die durch private Botendienste befördert werden | italienische Paketgebührenmarke von 1928                                 |                                                                          |                                                                          |
| Postkartensteuermarke                                                           | 1904 Persien                                                             | Rumänien (1932) | Steuer auf Bildpostkarten |                                                                          |                                                                          |                                                                          |
| Tauschkontrollmarke                                                             | 1922 Sowjetunion                                                         | Republik des Fernen Ostens | Kontrolle von Briefmarkentauschsendungen; eine Marke war der Sendung an den Tauschpartner im Ausland aufzukleben, eine weitere beizulegen, die dieser auf die Rücksendung kleben musste. Die Tauschkontrollmarken der DDR waren keine Wertzeichen und sind deshalb in Katalogen nicht gelistet, erfüllten aber die gleiche Funktion. |                                                                          |                                                                          |                                                                          |
| Zeitungsstempelmarke                                                            | 1853 Kaisertum Österreich                                                | Frankreich | Steuer auf Zeitungen, die Entrichtung der Steuer erlaubte aber auch die kostenlose Postbeförderung | österreichische Stempelmarke von 1859                                    |                                                                          |                                                                          |
| Zwangszuschlagsmarke                                                            | 1874 Spanien                                                             | weltweit 55 Länder | Steuer auf Postsendungen, darunter auch spezielle Kriegssteuermarken, obligatorisch meist nur im Inlandverkehr | Notopfer Berlin 1948                                                     |                                                                          |                                                                          |
| Wertzeichen, die der Nacherhebung von Porto beim Empfänger dienen               |                                                                          | | |                                                                          |                                                                          |                                                                          |
| Gerichtszustellungsmarke                                                        | 1898 Österreich                                                          | nur für Galizien, ab 1909 auch in Russland | Zustellgebühr für Boten von Gerichtsdokumenten | russische Gerichtszustellungsmarke von 1909                              |                                                                          |                                                                          |
| Paketportomarke                                                                 | 1912 USA                                                                 | nur USA | vom Empfänger zu entrichtende Paketgebühr | US-Paketportomarke zu 10 Cent von 1912                                   |                                                                          |                                                                          |
| Portomarke                                                                      | 1. Januar 1859 Frankreich                                                | nahezu weltweit | gibt das vom Empfänger zu entrichtende (Nach-)Porto an | französische Portomarke von 1859                                         |                                                                          |                                                                          |
| Zwangssteuerportomarke (auch: Zwangszuschlagsportomarke)                        | 1925 Portugal                                                            | Portugal und seine Kolonien, Jugoslawien, in Rumänien Kriegssteuerportomarken | Nachporto, bei fehlenden Zwangszuschlagsmarken | jugoslawische Zwangszuschlagsportomarke von 1933                         |                                                                          |                                                                          |
| Wertzeichen für sonstige postalische Dienstleistungen                           |                                                                          | | |                                                                          |                                                                          |                                                                          |
| Brandkasten-Versicherungsmarke                                                  | 1. Februar 1921 Niederlande                                              | Niederländisch-Indien | Versicherungsgebühr für Beförderung der Post in versiegelten „Brandkästen“ an Deck von Schiffen. Die Marken wurden wegen der Minengefahr auf Schifffahrtsrouten nach dem Ersten Weltkrieg etwa zwei Jahre verwendet. | Niederländische Barndkasten-Versicherungsmarke von 1921                  |                                                                          |                                                                          |
| Gebührenmarke                                                                   | 21. März 1923 Dänemark                                                   | nur Dänemark | Gebühr für das Ausfüllen von Formularen, Anschriftenermittlung usw. | Gebührenmarke von 1923                                                   |                                                                          |                                                                          |
| Geldüberweisungsmarke                                                           | 1888 Ceylon                                                              | nur Ceylon | |                                                                          |                                                                          |                                                                          |
| Postanweisungsmarke                                                             | 1884 Niederlande                                                         | El Salvador, Italien, San Marino, Spanien | nicht zur Frankierung von Postanweisungen, sondern zu Kontrollzwecken der Auszahlung gebraucht |                                                                          |                                                                          |                                                                          |
| Postauftragsmarke, auch Postauftragsportomarke                                  | 1908 Frankreich                                                          | Monaco, Andorra | zur Verrechnung nicht eingelöster Postaufträge | Postauftragsmarke aus Frankreich, 1908                                   |                                                                          |                                                                          |
| Postpaket-Verrechnungsmarke                                                     | 1923 Niederlande                                                         | nur Niederlande | interne Verrechnung von entrichteten Paketgebühren |                                                                          |                                                                          |                                                                          |
| Postsparmarke                                                                   | 1916 Spanien                                                             | USA, Sowjetunion, Italien | zum Ansparen kleiner Beträge, bei Markenmangel auch als Porto verwendet | russische Postsparmarke von 1918                                         |                                                                          |                                                                          |
| Postversicherungsmarke                                                          | 1935 Mexiko                                                              | Italien | zusätzliche Versicherungsgebühr für Postsendungen |                                                                          |                                                                          |                                                                          |
| Seepostmarke                                                                    | 1875 Mexiko                                                              | nur Mexiko | Gebühr für Postbeförderung auf nicht-mexikanischen Schiffen | Seepostmarke von 1875                                                    |                                                                          |                                                                          |
| U-Bootmarke                                                                     | 1916 Deutsches Kaiserreich                                               | Spanische Republik | die Marken vereinigten Porto und Versicherungsbetrag |                                                                          |                                                                          |                                                                          |
| Verrechnungsmarke                                                               | 1. Oktober 1907 Dänemark                                                 | Uruguay, Italienisch-Eritrea, Italienisch-Libyen | zur Verrechnung von entrichteten Gebühren für Massensendungen wie Drucksachen oder Zeitungen | dänische Marke von 1907                                                  |                                                                          |                                                                          |
| Wertbriefversicherungsmarke                                                     | 1865 Kolumbien                                                           | kolumbianische Departamentos Cundinamarca, Santander und Tolima | Beleg der Entrichtung einer speziellen Versicherungsgebühr und Versiegelung eines Wertbriefes | kolumbianische Cubierta von 1892                                         |                                                                          |                                                                          |
| Nichtpostalische Wertzeichen, die in Ausnahmefällen auf Postsendungen auftreten |                                                                          | | |                                                                          |                                                                          |                                                                          |
| Eisenbahnpaketmarke                                                             | 1. Mai 1879 Belgien                                                      | Belgisch-Kongo | Pakete wurden in Belgien grundsätzlich durch die Eisenbahn befördert | belgische Eisenbahnpaketmarke von 1879                                   |                                                                          |                                                                          |
| Notgeldmarke                                                                    | 1915 Russland                                                            | | auf Karton gedruckte Briefmarken, die auch Frankaturkraft hatten | russische Notgeldmarke von 1915                                          |                                                                          |                                                                          |
| Stempel- oder Fiskalmarke                                                       | 1854 Österreich                                                          | viele Länder bei Markenmangel, besonders umfangreich in Venezuela | in einigen Ländern bei Markenmangel geduldete oder zugelassene Frankierung | venezolanische Fiskalmarke von 1874 für Schulgebühren                    |                                                                          |                                                                          |
| Telegrafenmarke                                                                 | 1861 Britisch-Indien                                                     | etwa 60 Länder weltweit | für Telegramme, in Belgien auch für postalische Eilsendungen, bei Markenmangel auch als Brieffrankatur zugelassen | französische Telegrafenmarke von 1868                                    |                                                                          |                                                                          |
| Zeitungspaketmarke der Eisenbahnverwaltung                                      | 1928 Belgien                                                             | nur Belgien | Verwendung für Zeitungspakete |                                                                          |                                                                          |                                                                          |